# Anzi
Anzi es un municipio de 1.930 habitantes, que integra la Provincia de Potenza

## Evolución demográfica
| Gráfica de evolución demográfica de Anzi entre 1861 y 2001 |
|                                                            |
| Fuente ISTAT - elaboración gráfica de Wikipedia            |